# Romans et bandes dessinées des Experts
Cet article contient une liste de romans et bandes dessinées dérivés des séries de la franchise télévisée Les Experts (CSI) : Les Experts, Les Experts : Miami et Les Experts : Manhattan. La numérotation correspond aux numéros des tomes tels que parus en France chez Fleuve noir.

## Romans

### Les Experts
- 1. Double Jeu (Double Dealer), 2002, Max Allan Collins
- 2. La Disparue de Las Vegas (Sin City), 2002, Max Allan Collins
Trois vieillards, des anciens de la mafia, commettent à nouveau des meurtres, l'un d'eux veut protéger sa nièce.
- 3. Le Linceul de glace (Cold Burn), 2003, Max Allan Collins
- 4. Le Corps du délit (Body of Evidence), 2003, Max Allan Collins
- 7. Faux Semblants (Grave Matters), 2005, Max Allan Collins
- 8. Le Plagiaire (Binding Ties), 2005, Max Allan Collins
- 9. Jeux de massacre (Killing Game), 2005, Max Allan Collins
- 14. Balles perdues (Snake Eyes), 2007, Max Allan Collins

### Les Experts: Miami
- 5. La Tangente (Florida getaway), 2004, Max Allan Collins
À la demande de son chef Gil Grissom, la policière Catherine Willows enquête dans un cabaret où elle a travaillé durant sa jeunesse
- 6. Les Héritiers (Heat wave), 2004, Max Allan Collins
- 11. Foudroyé (Cult Following), 2006, Donn Cortez
- 13. Plongée mortelle (Riptide), 2007, Donn Cortez
- 15. Le père Noël est mort (Misgivings : Harm for the Holidays), 2008, Donn Cortez
- 16. L'armée du lièvre (Heart Attack : Harm for the Holidays), 2008, Donn Cortez

### Les Experts: Manhattan
- 10. Froid mortel à Manhattan (Dead of winter), 2006, Stuart M. Kaminsky
- 12. Du sang sous le soleil (Blood on the sun), 2007, Stuart M. Kaminsky
- 17. Deluge (Deluge), 2008, Stuart M. Kaminsky

## Bandes dessinées

### Les Experts
1. Rotten Rules (06.2005), Max Allan Collins, Gabriel Rodriguez, Ashley Wood (IDW Publishing)
2. Bad Rap (08.2005), Max Allan Collins, Gabriel Rodriguez, Ashley Wood (IDW Publishing)

(publié en français par les éditions Jungle, faux-nez de Casterman)

## Autres livres
- Les Experts. La police des morts - Gérard Wajcman, PUF, avril 2012,  (ISBN 978-2-13-059416-1)
- Les Experts : Crime Scene Investigation, le guide en images (03.2007), Corinne Marrinan, Steve Parker, Jerry Bruckheimer